# José Hipólito Dorrego
José Hipólito Dorrego fue un criminalista y oficial superior de la Policía Federal Argentina, inventor del método para toma de huellas dactilares en cadáveres momificados que lleva su nombre. Dicha técnica fue adoptada oficialmente por la institución policial el 16 de enero de 1968.

## Reseña biográfica
Nació en la Ciudad de Buenos Aires el 17 de septiembre de 1929, siendo hijo de Pedro Dorrego y Catalina Alisardi. A los 19 años, en abril de 1948, ingresó a la Escuela de Cadetes de la Policía Federal Argentina, egresando a mediados del año siguiente con el grado de Oficial Subayudante. En 1956 contrajo enlace con Magdalena Otero. Fruto de ese matrimonio nacerían sus cuatro hijas. Habitó toda su vida en el barrio porteño de Villa Luro. Falleció el 19 de julio de 1979 encontrándose aún en servicio activo y mientras se desempeñaba como director general de Pericias de su institución. 

## Desarrollo Profesional
Luego de estar destinado durante un año en la Comisaría 33ª de la ciudad de Buenos Aires, en el año 1950 llegaría a la División Identificaciones, oficina donde permanecería hasta 1973. A lo largo de aquellos años se convertiría en un experto papiloscopista y en un estudioso del método dactiloscópico implementado en la Argentina desde fines del siglo XIX por Juan Vucetich. 
Permaneció toda su carrera en la por entonces llamada Superintendencia Técnica (actualmente Superintendencia Federal de Policía Científica), salvo un breve interregno en el año 1975 en que prestó servicios en la provincia de Catamarca. Luego de ello fue designado jefe de la División Rastros y luego, entre 1977 y 1978, del Departamento Scopométrico. A inicios de 1979 se le concedió el grado de Comisario Mayor y nombrado director general de Pericias de la Policía Federal Argentina. 
Entre 1967 y 1972 fue el responsable de las capacitaciones dictadas por esa institución sobre la temática “Identificación del recién nacido”  tanto en la Cruz Roja Argentina como en la Maternidad Sardá de la ciudad de Buenos Aires y en el Policlínico del Partido de General San Martín. 

## El método Dorrego
La metodología para la obtención de huellas dactilares pertenecientes a cadáveres momificados o que por sus características de conservación presentaran rigidez y apergaminamiento y que lleva su nombre fue desarrollado por Dorrego a lo largo de sus años como miembro de la División Identificaciones. Reconoce como antecedentes las técnicas para fichado de cuerpos sin vida en estado de rigidez cadavérica y en distintas etapas del proceso de putrefacción ideados, descriptos y aplicados por Julio Fortunato y Roberto Albarración en décadas anteriores. Tanto aquellos métodos como el ideado por Dorrego y otros posteriores se agrupan dentro de la subdisciplina denominada necropapiloscopía.
Buscando una alternativa que se adaptara a las características físicas propias de los cadáveres momificados (básicamente rigidez y sequedad de los tejidos epidérmicos), Dorrego creó un método basado en la utilización de una superficie semi adherente (polietileno) y un producto maleable (plastilina). Su utilización implicaba una serie de pasos. En primer lugar se envolvía un trozo de plastilina con un polietileno y se le daba forma esférica (la llamada “muñequita de Dorrego”), procediéndose luego a entintar la parte superior de la superficie. Luego se presionaba la esfera de plastilina con el polietileno entintado sobre el pulpejo para que de esta manera adoptara la forma del dedo. Por último, se tomaba una segunda esfera también recubierta por polietileno sin entintar y se presionaba nuevamente contra el pulpejo, esta vez ya entintado. Al ser levantado traía el trozo de polietileno con el calco digital.
En los últimos años han surgido trabajos que proponen el reemplazo del polietileno por cinta adhesiva transparente, extendiendo su uso a cadáveres en estadio enfisematoso y también carbonizados.